# 원네이션 (밴드)
원네이션(1NATION)은 2018년에 데뷔한 대한민국의 밴드다.

## 공연
- 한류피아 11주년 콘서트 (2018)
- Episode 1. Crescent (1NATION 1ST CONCERT) (2018)
- 여의도 한강공원 물빛무대 공연 (2018)
- 렛츠락 페스티벌 (2018)